# Атланта Флеймс
Атла́нта Фле́ймс (укр. Вогні Атланти, англ. Atlanta Flames) — колишній професіональний хокейний клуб, який виступав у Національній хокейній лізі протягом 8 сезонів з 1972 по 1980 роки. «Флеймс» проводили свої домашні поєдинки в Омні-колісіум, місто Атланта (Джорджія). Найбільше команда використовувала червоний, жовтий та білий кольори для своєї форми. Назва команди походить від величезної пожежі в Атланті у роки Громадянської війни в США.  На початку сезону 1980-81 команда переїхала до Калгарі, провінція Альберта і отримала нову назву — Калгарі Флеймс.
У складі команди в сезоні 1972/73 виступав канадець українського походження Морріс Стефанів.
В останньому сезоні в НХЛ команду очолював Ел Макніл.